# Albertinovac
Albertinovac  je bivše naseljeno mjesto u Hrvatskoj, regiji Slavoniji u Osječko-baranjskoj županiji i pripadalo je nekadašnjoj općini Našice,a po posljednjem ustroju pripadalo bi općini Koški.

## Zemljopisni položaj
Albertinovac se nalazio oko 700 metara sjeverno od današnjeg sela Ledenik. U biti dijelovi bivšeg naselja su bile sadašnje ulice Ledenika i to ulice Hrvatske Republike, Vladimira Nazora i sjeverni dio današnje ulice Kralja Zvonimira. Sjeverno od bivšeg naselja nalazi se naselje Niza, sjeverozapadno Breznica Našička, sjeveroistočno Koška te istočno Andrijevac.

## Povijest
Naselje osnovano početkom 20 stoljeća. Većina stanovnika su bili pripadnici njemačke nacionalnosti koji su doselili iz Ernestinova nedaleko Osijeka te dijelom iz Karavukova iz Bačke. Stanovništvo u to doba najviše dolazi zbog potrage za obradivim zemljištem kojeg je nakon krčenja šuma u ovim predjelima bilo u velikim količinama. Nakon uspostave Nezavisne Države Hrvatske koja je željela postići ravnopravnost njemačke nacionalne manjine naselje od svibnja 1941. preimenovano u Albertinhof. Većina stanovništva krajem Drugog svjetskog rata izbjeglo u Austriju i Njemačku. Stanovništvo njemačke manjine koje nije izbjeglo bilo je kasnije od strane vlasti Jugoslavije odvedeno u sabirne logore i protjerano. U prazne kuće dolaze novi stanovnici te sredinom 50-tih godina, a nakon što se širenjem oba naselja spajaju, odlukom tadašnjih vlasti prestaje postojati naselje Albertinovac te teritorijalno potpada pod naselje Ledenik. Od toponima koje podsjećaju u današnje vrijeme na to bivše naselje ostao je naziv obližnjeg odvodnog kanala koje nosi ime Albertovac.

## Stanovništvo
| broj stanovnika |       |       |       |       |       |       | 114   | 182   | 234   | 83    |       |       |       |       |       |
|                 | 1857. | 1869. | 1880. | 1890. | 1900. | 1910. | 1921. | 1931. | 1948. | 1953. | 1961. | 1971. | 1981. | 1991. | 2001. |

## Vanjska poveznica
- http://www.michaelott.de/  Arhivirana inačica izvorne stranice od 29. svibnja 2013. (Wayback Machine)